# Tephrochlamys mustelina
Tephrochlamys mustelina är en tvåvingeart som först beskrevs av Robineau-desvoidy 1841.  Tephrochlamys mustelina ingår i släktet Tephrochlamys och familjen myllflugor.
Artens utbredningsområde är Frankrike. Inga underarter finns listade i Catalogue of Life.